# Mohamed Amin
Mohamed Amin (29. srpna 1943 – 23. listopadu 1996) byl keňský fotoreportér.

## Život
Narodil se 29. srpna 1943 v Eastleighu v Nairobi. O fotografování se začal zajímat už ve škole.
V roce 1963 v Dar es Salaamu založil společnost Camerapix a o tři roky později ji přestěhoval do Nairobi. V sedmdesátých letech se stal jedním z nejvytíženějších afrických zpravodajských fotografů. Informoval o válkách a převratech na celém kontinentu a jeho snímky často využívala západní zpravodajská média. Jeho nejvlivnější okamžik nastal, když jeho snímky spolu s reportážemi Michaela Buerka o hladomoru v Etiopii v roce 1984 přitáhly mezinárodní pozornost a pomohly odstartovat charitativní vlnu, která vyústila v koncerty Live Aid.
Kromě etiopského hladomoru přispěl exkluzivními fotografiemi k pádu Idiho Amina a Mengistu Haile Mariama. Rovněž byl autorem řady knih, ve kterých se věnoval různým tématům, například východoafrické divoké přírodě a ugandské železnici. Také vydával čísla časopisu Selamta, palubního časopisu etiopských aerolinií.
Mimo Afriku působil také na Blízkém východě. V září 1970 informoval o palestinském povstání Černé září, jehož cílem bylo převzít kontrolu nad Jordánskem. Mohl se pohybovat mezi palestinskými silami tam, kde západní novináři nemohli.
V roce 1991 přišel o levou ruku při výbuchu muničního skladu v Etiopii během etiopské občanské války.

## Smrt
Dne 23. listopadu 1996 nastoupil na palubu letu 961 společnosti Ethiopian Airlines spolu s kolegou Britem Brianem Tetleym, který psal texty pro Aminovy fotografické knihy. Plánovali po služební cestě odcestovat do Nairobi. Únosci vtrhli do kokpitu letadla ET-AIZ, Boeingu B767-260ER společnosti Ethiopian Airlines, a přinutili pilota letět na východ přes Indický oceán do Austrálie. Amin se pokusil zmobilizovat cestující k útoku na únosce. Poté se únoscům postavil a snažil se je zastavit. Letadlu došlo palivo a havarovalo u pobřeží Komorských ostrovů. Letadlo se rozpadlo na kusy. Během toho Amin narazil do stěny letadla a zemřel. Bylo mu 53 let. Tetley havárii rovněž nepřežil.